# 制限 (数学)

実数全体の成す集合 R 上で定義された函数 x^{2} は逆函数を持たない。これを非負実数の集合に制限するならば逆函数を持ち、それは x の正の平方根函数と呼ばれる。

数学における写像の制限（せいげん、英: restriction）は、写像のもともとの定義域に対して、写像による対応関係を変えることなくそれよりも小さい集合を定義域に取り直す操作を言う。同様の概念はより一般に二項関係や多項関係などに対しても定義することができる。
写像 f の定義域の部分集合 A への制限として得られる写像を f|A あるいは {\displaystyle f{\upharpoonright _{A}}} で表す。

## 定義
f: E → F は集合 E から集合 F への写像を表すものとする。つまり、f の定義域は E (dom f = E) である。E の部分集合 A に対し、写像 f の A への制限とは
{\displaystyle {f|}_{A}\colon A\to F;\;x\mapsto f(x)}
なる写像を言う。大雑把に言えば f の A への制限は、もともとの f と同じだが A ∩ dom f の上でのみ定義されているというような写像である。
写像 f をデカルト積 E × F 上の関係 {x, f(x))} として考えれば、f の A への制限はグラフとして
{\displaystyle G({f|}_{A})=\{(x,f(x))\in G(f)\mid x\in A\}}
で表すことができる。

## 例
1. 非単射関数 {\displaystyle f:\mathbb {R} \to \mathbb {R} ;x\mapsto x^{2}} の {\displaystyle \mathbb {R} _{+}=[0,\infty )} への制限は、単射 {\displaystyle f:\mathbb {R} _{+}\to \mathbb {R} ;x\mapsto x^{2}} である。
2. 階乗函数はガンマ函数の自然数の集合 N への制限である。

## 性質
- 写像 f: X → Y の定義域全体 X への制限 f|X = f はもとの函数自身である。
- 写像の制限をさらに小さな集合へ制限したものは、もとの写像を直接小さな集合へ制限することと同じである。すなわち、A ⊆ B ⊆ dom f ならば (f|B)|A = f|A が成り立つ。
- 集合 X 上の恒等写像の、部分集合 A への制限は A から X の中への包含写像である[2]
- 連続写像の制限は連続である[3][4]

## 応用

### 逆写像
写像が逆を持つためには単射であることが必要である。写像 f が単射でないとき、f の「部分的な逆」を定義域を制限して与えることができる場合がある。例えば函数
{\displaystyle f(x)=x^{2}}
は x2 = (−x)2 となるから単射ではない。しかし定義域を  x ≥ 0 に制限するならば単射であり、この場合
{\displaystyle f^{-1}(y)={\sqrt {y}}}
は逆函数である。（あるいは代わりに定義域を  x ≤ 0 に制限するならば、y の負の平方根を与える函数が逆函数になる。）別な方法として逆函数が多価函数となることを許すならば制限は必要なくなる。

### 貼合せ補題
位相空間論における連続写像の貼り合せ補題は、写像の連続性を制限写像の連続性に結び付けるものである。
貼合せ補題位相空間 A の部分集合 X, Y がともに閉（またはともに開）で A = X ∪ Y を満たすものとし、B も位相空間とする。写像 f: A → B の X および Y への制限がともに連続ならば、f 自身連続である。
この結果に基づけば、位相空間の閉集合たち（あるいは開集合たち）の上で定義されたふたつの連続写像から、それらを貼り合せて新しい連続写像を作ることができる。

### 層
写像以外の対象のへの制限の概念の一般化は層の言葉で与えられる。
層論では、位相空間の各開集合 U に対して圏の対象 F(U) が割り当てられ、それらが適当な条件を満足することが要求される。その最も重要な条件が、包含関係にある開集合に対応する対象の任意の対の間の制限射である。即ち、V ⊆ U であるとき、射 resV,U: F(U) → F(V) が存在して、写像の制限と同様に以下の条件を満足する:
- X の任意の開集合 U に対し、制限射 resU,U: F(U) → F(U) は F(U) 上の恒等射である。
- W ⊆ V ⊆ U なる三つの開集合に対し、制限射の合成は resW,V ∘ resV,U = resW,U を満たす。
- (局所性): (Ui) が開集合 U の開被覆のとき、切断s,t ∈ F(U) が s|Ui = t|Ui を各 Ui で満たすならば s = t が成り立つ。
- (貼合せ条件): (Ui) が開集合 U の開被覆、各 i に対して切断 si ∈ F(Ui) が与えられ、各対 Ui, Uj に対してその交わりへの si, sj の制限が一致するとき、即ち si|Ui∩Uj =  sj|Ui∩Uj が成立するとき、任意の i に対して s|Ui = si を満たす切断 s ∈ F(U) が存在する。

これら条件をすべて満足する対象のあつまりは層を成すという。最初の二つのみを満たすならば前層という。

## 左および右制限
より一般に、E と F の間のある二項関係 R の制限（あるいは定義域制限または左制限）A ◁ R は、定義域が A、値域が F でグラフが G(A ◁ R) = {(x, y) ∈ G(R) | x ∈ A}  であるような二項関係として定義できる。同様に、右制限あるいは値域制限 R ▷ B を定義することが出来る。実際には、二項関係が E × F 部分集合であるのと同様に、関係とは部分集合のことであると理解することで、n 項関係の制限も定義することが出来る。これらのケースは層のスキームには適合しない。

## 反制限
定義域 E, 終域 F の二項関係 R の、集合 A による定義域反制限 (domain anti-restriction) あるいは定義域減算 (domain subtraction) は、(E ∖ A) ◁ R と定義される。これは、A のすべての元を定義域 E から除くものである。しばしば A ⩤ R とも書かれる。同様に、二項関係 R の集合 B による値域反制限 (range anti-restriction) あるいは値域減算 (range subtraction) は、R ▷ (F ∖ B) で定義される。これは、B のすべての元を終域 F から除くものである。しばしば R ⩥ B と表記される。